# Bauli (Unternehmen)

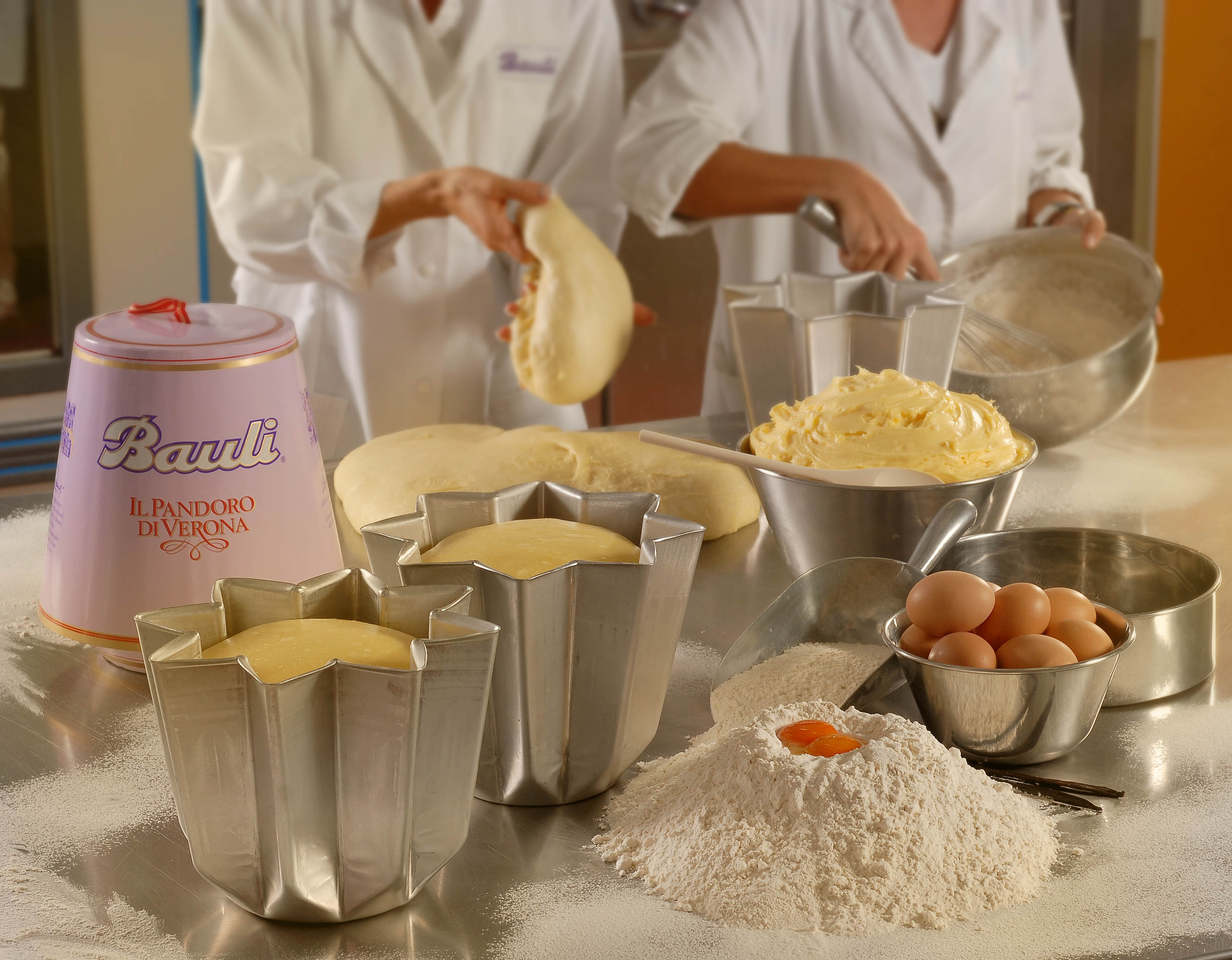
Herstellung eines Pandoros

Die Bauli S.p.A. ist ein auf Backwaren spezialisierter italienischer Lebensmittelhersteller. Das in Castel d’Azzano in der Provinz Verona ansässige Familienunternehmen produziert unter den Marken Bauli, Doria und Casarini italienische Festtagsspezialitäten wie Panettone, Pandoro, Colomba und Schokoladeneier, Biskuits, Croissants sowie weitere Blätterteigspezialitäten und Zwischenverpflegungen.

## Geschichte
Das Unternehmen wurde 1922 durch Ruggero Bauli gegründet. Dieser betrieb eine Bäckerei, in der er manuell unter anderem den klassischen Pandoro fertigte. 1950 entschied sich Bauli, seine Produktion unter Beibehaltung der Originalrezepte auf industrieller Skala auszubauen. In den 1960er Jahren traten seine drei Söhne Alberto, Adriano und Carlo in den Familienbetrieb ein. Unter ihrer Leitung dehnte das Unternehmen seine Aktivitäten weiter aus. 2004 übernahm Bauli die auf Blätterteigbackwaren spezialisierte FBF S.p.A. mit der Marke Casarini und 2006 den traditionsreichen, im Jahr 1800 gegründeten Biskuithersteller Doria. 2009 übernahm Bauli Nestlés Backwarenbereich in Italien mit den Traditionsmarken Motta und Alemagna. 2013 erfolgte die Übernahme der Firma Bistefani, womit der Umsatz von 420 Mio. Euro auf 500 Mio. Euro stieg. 2017 eröffnete das Unternehmen die erste eigene Fabrik außerhalb Italiens in Indien. Zwei Jahre später, in 2019, übernahm das Unternehmen eine Mehrheitsbeteiligung am 2005 in Bratislava gegründeten slowakischen Nahrungsergänzungsmittelhersteller Maxsport.
Seit 2023 ist Fabio Di Giammarco CEO von Bauli, nachdem dieser Stefano Zancan ersetzt hatte.